# Centro de Investigación en Antropología Social y Cultural
El Centro de Investigación en Antropología Social y Cultural (en francés Centre national de recherche en anthropologie sociale et culturelle o CRASC) es una institución pública de investigación argelina, su sede en Orán. El centro está dirigido por la Sra. Nouria Benghabrit-Remaoun.
El centro cuenta con una rama en Universidad de Constantina.